# Colditz
Colditz är en stad i Tyskland, belägen i Landkreis Leipzig i förbundslandet Sachsen, vid floden Zwickauer Mulde omkring 40 km sydost om Leipzig. Stadskommunen har cirka 8 000 invånare. Staden är internationellt känd för sitt slott, Schloss Colditz, som användes som krigsfångeläger under andra världskriget.

## Kommunikationer
I Colditz korsas den nord-sydliga förbundsvägen Bundesstrasse 107 (Pritzwalk - Chemnitz) och den öst-västliga Bundesstrasse 176 (Bad Langensalza - Hartha).
Den regionala järnvägen, Muldetalbahn, är sedan början av 2000-talet nedlagd.